# Grand Prix Francie 1951

Grand Prix Francie XXXVIII Grand Prix de l'ACF, XII Grand Prix d'Europe
- 1. červenec 1951
- Okruh Reims
- 77 kol x 7,816 km / 601,832 km
- 11. Grand Prix
- 5. vítězství pro Juana Manuela Fangia

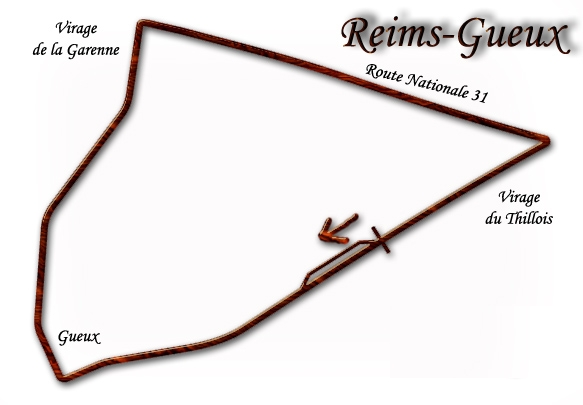

- 1. vítězství pro Luigi Fagioliho
- 9. vítězství pro Alfu Romeo

## Výsledky
| Pozice | Jezdec                                | Vůz               | Čas           |
| ------ | ------------------------------------- | ----------------- | ------------- |
| 1      | Juan Manuel Fangio/ Luigi Fagioli     | Alfa Romeo 159    | 3h22m11.0     |
| 2      | Alberto Ascari/ Jose Froilan Gonzalez | Ferrari 375       | à 0'58"200    |
| 3      | Luigi Villoresi                       | Ferrari 375       | à 3 kola      |
| 4      | Reg Parnell                           | Ferrari 375       | à 4 kola      |
| 5      | Giuseppe Farina                       | Alfa Romeo 159    | à 4 kola      |
| 6      | Louis Chiron                          | Talbot T 26 C     | à 6 kol       |
| 7      | Yves Giraud-Cabantous                 | Talbot T 26 C     | à 6 kol       |
| 8      | Eugene Chaboud                        | Talbot T 26 C-GS  | à 8 kol       |
| Kolo   | Neklasifikováni                       | -                 | -             |
| 66     | Guy Mairesse                          | Talbot T 26 C     | à 11 kol      |
| 58     | Consalvo Sanesi                       | Alfa Romeo 159    | à 20 kol      |
| 55     | Luigi Fagioli/ Juan Manuel Fangio     | Alfa Romeo 159    | à 22 kol      |
| Kolo   | Odstoupili                            | -                 | -             |
| 54     | Johnny Claes                          | Talbot T 26 C-DA  | Nehoda        |
| 43     | Louis Rosier                          | Talbot T 26 C-DA  | Zadní náprava |
| 37     | Philippe Étancelin                    | Talbot T 26 C-DA  | Zapalování    |
| 27     | Aldo Gordini                          | Simca Gordini T11 | Ventily       |
| 24     | Harry Schell                          | Maserati 4CLT/48  | Přehřátí      |
| 11     | Maurice Trintignant                   | Simca Gordini T15 | Ventily       |
| 10     | Alberto Ascari                        | Ferrari 375       | Převodovka    |
| 7      | Andre Simon                           | Simca Gordini T15 | Motor         |
| 3      | Robert Manzon                         | Simca Gordini T15 | Motor         |
| 2      | Onofre Marimon                        | Maserati 4CLT/50  | Píst          |
| 2      | Toulo de Graffenried                  | Maserati 4CLT/48  | Rozvodovka    |
| 1      | Peter Whitehead                       | Ferrari 125       | Těsnění       |

### Nejrychlejší kolo
- Juan Manuel Fangio, Alfa Romeo, 2:27.8

### Nekvalifikovali se
- Piero Taruffi - Ferrari
- Princ Bira - Maserati

### Alternativní jezdec
- Brian Shawe Taylor – pro střídání s Reg Parnellem

### Vedení v závodě
- 1-8 kolo Alberto Ascari
- 9 kolo Juan Manuel Fangio
- 10-44 kolo Giuseppe Farina
- 45-50 kolo Alberto Ascari
- 51-77 kolo Juan Manuel Fangio

### Postavení na startu
| 1. řada | 3           |            | 2          |           | 1              |
|         | Ascari      |            | Farina     |           | Fangio         |
|         | Ferrari     |            | Alfa Romeo |           | Alfa Romeo     |
|         | 2'28.1      |            | 2'27.4     |           | 2'25.7         |
| 2. řada |             | 5          |            | 4         |                |
|         |             | Sanesi     |            | Villoresi |                |
|         |             | Alfa Romeo |            | Ferrari   |                |
|         |             | 2'28.9     |            | 2'28.5    |                |
| 3. řada | 8           |            | 7          |           | 6              |
|         | Chiron      |            | Fagioli    |           | Gonzalez       |
|         | Talbot      |            | Alfa Romeo |           | Ferrari        |
|         | 2'43.7      |            | 2'33.1     |           | 2'30.8         |
| 4. řada |             | 10         |            | 9         |                |
|         |             | Étancelin  |            | Parnell   |                |
|         |             | Talbot     |            | Ferrari   |                |
|         |             | 2'44.8     |            | 2'44.0    |                |
| 5. řada | 13          |            | 12         |           | 11             |
|         | Rosier      |            | Claes      |           | Cabantous      |
|         | Talbot      |            | Talbot     |           | Talbot         |
|         | 2'48.0      |            | 2'46.6     |           | 2'45.7         |
| 6. řada |             | 15         |            | 14        |                |
|         |             | Marimon    |            | Chaboud   |                |
|         |             | Maserati   |            | Talbot    |                |
|         |             | 2'49.8     |            | 2'49.6    |                |
| 7. řada | 18          |            | 17         |           | 16             |
|         | Trintignant |            | Gordini    |           | de Graffenried |
|         | Simca       |            | Simca      |           | Maserati       |
|         | 2'50.3      |            | 2'50.3     |           | 2'50.1         |
| 8. řada |             | 20         |            | 19        |                |
|         |             | Whitehead  |            | Mairesse  |                |
|         |             | Ferrari    |            | Talbot    |                |
|         |             | - -- ---   |            | 2'58.4    |                |
| 9. řada | 23          |            | 22         |           | 21             |
|         | Manzon      |            | Schell     |           | Simon          |
|         | Simca       |            | Maserati   |           | Simca          |
|         | - -- ---    |            | - -- ---   |           | - -- ---       |